# Фанк
Фанк (енгл. funk) је музички жанр који је настао у афроамеричким заједницама средином 1960-их када су музичари створили нови ритмички, плесни облик музике кроз мешавину соула, џеза и ритма и блуза (Р&Б). Он даје умањени нагласак мелодији и прогресији акорда и усредсређује се на снажан ритмички грув бас линије коју свира електрични басиста и бубњарску улогу коју свира перкусиониста, често споријим темпом од друге популарне музике. Као и већина афрички-инспирисане музике, фанк се обично састоји од сложеног грува са ритмичким инструментима који свирају међусобно повезане мелодије које стварају „хипнотички“ и „плесни“ осећај. Фанк користи исте богате обојене продужене акорде који се налазе у би-бап џезу, као што су молски акорди са доданим седминама и једанаестинама, или доминантним седминским акордима са измењеним деветинама и тринаестинама.
Фанк је настао средином 1960-их, са Џејмсом Брауном који је развио препознатљиви стил који је наглашавао опуштени ритам са снажним акцентом на првом откуцају сваког такта („The One”), и применом клизних шеснаестинских нота и синкопирања на свим бас-линијама, бубњевима и гитарским рифовима — и музичара под утицајем рока и психоделије Sly and the Family Stone и Џими Хендрикс, негујући импровизацију у фанку. Друге музичке групе, укључујући Kool and the Gang, B.T. Express, Fatback Band, Слејв, Камео, Con Funk Shun, Bar-Kays, и Ohio Players, почели су да усвајају и развијају Браунове иновације током 1970-их, док су други, попут парламент-фанкаделица, следили Хендриксов пример.
Функ деривати обухватају авант-функ, једну авангардну форму фанка; буги, хибрид електронске музике и фанка; фанк метал, мешавину фанка и метала; Г-функ, мешавина гангст рапа и фанка; Тимба, облик фанк кубанске плесне музике; и фанк џем. Фанк узорци и брејк битови увелико су се користили у хип-хопу и електронској плесној музици. То је такође главни утицај вашингтонског го-гоа, поджанра фанка.

## Етимологија
Реч фанк се у почетку односила (и још увек се односи) на снажан мирис. Првобитно је изведено из латинског „fumigare” (што значи „пушити”) преко старофранцуског fungiere и, у том смислу, први пут је документована на енглеском језику 1620. Године 1784. први пут је документовано „funky” што значи „пљеснав” , што је, пак, довело до осећаја „земљаности“ који је уведен у рани џез сленг око 1900. за нешто „дубоко или снажно осећајно“. Етномузиколог Поша К. Молцби наводи да израз „фанк” потиче од централноафричке речи „lu-funki”, а историчар уметности Роберт Фарис Томпсон сматра да та реч потиче од киконшког израза „lu-fuki”; у оба предложена порекла, израз се односи на мирис тела. Томпсонову реч киконшког порекла, „lu-fuki“, користе афрички музичари да хвале људе „због интегритета њихове уметности“ и да су „радили“ на постизању својих циљева. Иако у белој култури појам „фанк” може имати негативне конотације мириса или лошег расположења („in a funk”), у афричким заједницама је термин „фанк”, иако још увек повезан са мирисом тела, имао позитиван смисао да је вредан, поштен труд музичара довео до зноја, а из њиховог „физичког напора“ произашао је „изврстан“ и „врхунски“ наступ.
На раним џем наступима, музичари би охрабривали једни друге да се „спусте” говорећи један другом: „Now, put some stank on it!”. Већ 1907. године, џез песме су носиле наслове попут фанки. Први пример је неснимљена нумера Бадија Болдена, запамћена као „Funky Butt“ или „Buddy Bolden's Blues“ са импровизованим текстовима који су, према Доналду М. Маркизу, били „комични и лагани“ или „сирови и потпуно развратни“ али, на један или други начин, односили су се на ознојену атмосферу на плесовима на којима је свирао Болденов бенд. Још током 1950-их и раних 1960-их, када су се „фанк“ и „фанки“ све више користили у контексту џез музике, термини су се и даље сматрали недефинираним и неприкладним за употребу у пристојном друштву. Према једном извору, бубњар рођен у Нев Орлеансу Ерл Палмер „први је употребио реч 'фанки' да објасни другим музичарима да њихову музику треба учинити у већој мери синкопираном и подесном за плес.” Стил је касније еволуирао у прилично напоран, упорни ритам који имплицира телеснији квалитет. Овај рани облик музике поставио је образац за касније музичаре. Музика је идентификована као спора, секси, лабава, оријентисана на риф и плесна.
Значење „фанка” наставља да плени жанр црне музике, осећаја и знања. Недавна изучавања о црним студијама узела су појам „фанк” у његовим многобројним понављањима како би размотрила распон црних покрета и културе. Конкретно, Л.Х. Стејлингсов Funk the Erotic: Transaesthetics and Black Sexual Cultures истражује ова вишеструка значења „фанка” као начин за теоретизацију сексуалности, културе и западне хегемоније на многим локацијама „фанка”: „уличне забаве, драма/позориште, стриптизете и стриптизни клубови, порнографију и белетристику у самосталном издању.”

## Карактеристике

### Ритам и темпо
Као и соул, фанк је заснован на плесној музици, те има снажну „ритмичку улогу“. Звук фанка се заснива на „размацима између нота” колико и на нотама које се свирају; као такви, предаси између нота су важни. Иако постоје ритмичке сличности између фанка и диска, фанк има „централни плесни ритам који је спорији, секси и синкопиранији од диска“, а музичари ритам секција фанка додају више „подтекстура“, сложености и „личности“ у главни ритам него програмирани диско ансамбл заснован на синтетичкој основи.
Пре фанка, већина поп музике је била заснована на секвенцама осмина нота, јер је брзи темпо учинио даље поделе ритма немогућим. Иновација фанка била је у томе што је употребом споријих темпова (сигурно под утицајем оживљавања блуза почетком 60-их) фанк створио простор за даљу ритмичку поделу, те је трака од 4/4 сада могла примити могуће шеснаестине нота.“ Конкретно, свирајући гитару и бубњеве у „моторизованим” шеснаестинском тону, то је створило прилику другим инструментима да свирају „синкопиранији, разбијенији стил”, што је олакшало прелазак на „слободније” басове. Заједно, ови „међусобно повезани делови“ створили су „хипнотички“ и „плесни осећај“.
Велики део фанка је ритмички заснован на двоћелијској онбит/офбит структури, која је настала у афричким музичким традицијама подсахарске Африке. Њу Орлеанс је касних 1940-их присвојио рачвасту структуру из афрокубанског мамба и конге, и учинио је својом. Фанк из Њу Орлеанса, како су га звали, стекао је међународно признање увелико зато што га је ритам секција Џејмса Брауна искористила са великим ефектом.

### Хармонија
Фанк користи исте богате обојене продужене акорде који се налазе у би-бап џезу, као што су молски акорди са доданим седминама и једанаестинама, или доминантни седми акорди са измењеним деветама. Неки примери акорда који се користе у фанку су молски једанаести акорди (нпр. Ф-мол једанаестина); доминантна седмина са додатком оштре деветине и суспендоване четвртине (нпр. Ц7 (#9) сус 4); доминантни деветински акорди (нпр. Ф9); и молски шестински акорди (нпр. Ц-мол 6). Акорд шест деветина се користи у фанку (нпр. Ф 6/9); то је главни акорд са додатом шестином и деветином. У фанку, акорди молске седмине су чешћи од молских тријада, јер се показало да су тријаде превише танко звуче. Неки од најпознатијих и највештијих солиста у фанку имају џез позадину. Тромбониста Фред Весле и саксофонисти Пи Ви Елис и Мејсио Паркер су међу најистакнутијим музичарима у жанру фанк музике, који су радили са Џејмсом Брауном, Џорџом Клинтоном и Принсом.
За разлику од би-бап џеза, са својим сложеним, брзозаменљивим акордским променама, фанк је практично напустио промене акорда, стварајући статичне вампове са једним акордом (често наизменично умањени седми акорд и сродни доминантни седми акорд, попут А-мола до Д7) са мелодијско-хармоничним кретањем и сложеним, водећим ритмичким осећајем. Иако су неке фанк песме углавном вампови са једним акордом, музичари ритам секција могу да улепшају овај акорд померањем нагоре или надоле за полутон или тон ради стварања хроматских пролазних акорда. На пример, „Play that funky music“ (Вајлда Черија) углавном користи девети Е акорд, али користи и Ф#9 и Ф9.